# Struthiolaria vermis flemingi
Struthiolaria vermis flemingi es una especie de molusco gasterópodo de la familia Struthiolariidae.

## Distribución geográfica
Se encuentra  en Nueva Zelanda.